# Szczytniki (gromada)
Szczytniki – dawna gromada, czyli najmniejsza jednostka podziału terytorialnego Polskiej Rzeczypospolitej Ludowej w latach 1954–1972.
Gromady, z gromadzkimi radami narodowymi (GRN) jako organami władzy najniższego stopnia na wsi, funkcjonowały od reformy reorganizującej administrację wiejską przeprowadzonej jesienią 1954 do momentu ich zniesienia z dniem 1 stycznia 1973, tym samym wypierając organizację gminną w latach 1954–1972.
Gromadę Szczytniki z siedzibą GRN w Szczytnikach utworzono – jako jedną z 8759 gromad na obszarze Polski – w powiecie kaliskim w woj. poznańskim, na mocy uchwały nr 22/54 WRN w Poznaniu z dnia 5 października 1954. W skład jednostki weszły obszary dotychczasowych gromad Korzekwin, Kuczowola (Kuczewola), Marcjanów, Popów i Szczytniki ze zniesionej gminy Iwanowice, a także miejscowość Murowaniec z dotychczasowej gromady Krowica Zawodnia ze zniesionej gminy Marchwacz – w tymże powiecie. Dla gromady ustalono 18 członków gromadzkiej rady narodowej.
29 lutego 1956 do gromady Szczytniki włączono miejscowość Chojno z gromady Iwanowice w tymże powiecie.
Gromada przetrwała do końca 1972 roku, czyli do kolejnej reformy gminnej. 1 stycznia 1973 w powiecie kaliskim utworzono gminę Szczytniki.